# Temple (Georgia)
Temple es una ciudad ubicada en el condado de Carroll en el estado estadounidense de Georgia. En el año 2000 tenía una población de 2.383 habitantes.

## Geografía
Temple se encuentra ubicada en las coordenadas 33°44′9″N 85°1′38″O / 33.73583, -85.02722 (33.735723, -85.027298).
Según la Oficina del Censo, la localidad tiene un área total de 17,7 km² (6,8 mi²), de la cual 17,5 km² (6,8 mi²) es tierra y 0,2 km² (0 mi²) (0.60%) es agua.

## Demografía
Según la Oficina del Censo en 2000 los ingresos medios por hogar en la localidad eran de $39,063, y los ingresos medios por familia eran $40,679. Los hombres tenían unos ingresos medios de $34,028 frente a los  $22,963 para las mujeres. La renta per cápita para la localidad era de $15,301. 